# Neil Colbourne
Neil Colbourne (* 25. August 1956 in Swinton) ist ein ehemaliger englischer Fußballspieler.

## Karriere
Colbourne gehörte im Nachwuchsbereich Manchester City an, von Anfang 1973 bis Oktober 1980 spielte der Torhüter mit Unterbrechungen in insgesamt 81 Pflichtspielen für Hyde United, darunter 58 Partien in der Cheshire County League. 1974 spielte er für Ashton United, um 1976 war er in Wales für Bethesda Athletic aktiv.
In der Saison 1979/80 gehörte er auf vertragsloser Basis dem Reserveteam des AFC Rochdale an. Als deren einziger Torhüter des Profiteams, David Felgate, für ein Auswärtsspiel bei Huddersfield Town ausfiel, kam Colbourne am 1. April 1980 zu seinem einzigen Einsatz in der Football League Fourth Division. Die Mannschaft von Trainer Bob Stokoe unterlag mit 0:2 und setzte damit ihre torlose Serie fort; die Mannschaft hatte in den vorangegangenen acht Ligaspielen lediglich ein Tor erzielt und blieb auch die nachfolgenden sechs Partien ohne Treffer, am Saisonende wurde der letzte Tabellenplatz belegt. Vor Rochdale soll er auf vertragsloser Basis bereits bei Halifax Town gewesen sein, nach seinem Auftritt für Rochdale auch noch beim Gegner aus Huddersfield.